# Tito Ortiz
Jacob Christopher Ortiz (Huntington Beach, 23 de janeiro de 1975) é um ex-lutador de artes marciais mistas (MMA) e ex-campeão do UFC na categoria dos meio-pesados, hoje competindo no Bellator. Ele tem vitórias notáveis sobre Wanderlei Silva, Vitor Belfort, Ken Shamrock, Forrest Griffin, Ryan Bader, Chael Sonnen e Chuck Liddell. Entrou em 2012 para o Hall da Fama do UFC.

## Biografia
Ortiz nasceu em Huntington Beach, onde ele morou até se mudar para Santa Ana, quando tinha cinco anos. Recebeu o apelido de "Tito" do seu pai, Sam, quando tinha um ano de idade. Ortiz é meio-mexicano por parte de seu pai, descendente de havaianos por parte de sua mãe, e tem quatro irmãos mais velhos. Ortiz teve uma infância difícil, porque seus pais eram viciados em heroína, enquanto Ortiz era envolvido com gangues nas ruas, chagando a experimentar drogas como cocaína e PCP.
Seus pais se divorciaram quando ele tinha 13 anos, e sua mãe levou o jovem Ortiz de volta a Huntington Beach. Quando ele tinha apenas sete anos de idade, Ortiz se sustentava vendendo peixe que ele pescava no pier local. Mais tarde, participou da Huntington Beach High School, onde ele começou no wrestling durante seu segundo ano e se destacou no esporte, ganhando o título da CIF em 189 libras, tendo terminado em quarto no torneio estadual em seu último ano.  Quando Ortiz tinha 18 anos, sua mãe o colocou pra fora de casa e ele começou a morar com um dos seus irmãos enquanto trabalhava, e depois se tornou viciado em metanfetamina.
Quando ele tinha 19 anos, Ortiz encontrou um antigo treinador de wrestling do colegial, um futuro lutador do UFC e treinador principal da Golden West College, Paul Herrera, que o encorajou a se matricular na faculdade. Ortiz então começou na Golden West, onde ele foi campeão estadual do NJCAA duas vezes consecutivas anos antes de se transferir para a Califórnia State University em Bakersfield, onde ele continuou no wrestling, mas nunca foi titular em tempo integral. Ortiz também treinou com o lendário lutador do UFC e também wrestler do colegial, Tank Abbott.

## Carreira no MMA

### Ultimate Fighting Championship
A estreia de Ortiz nas artes marciais mistas foi no UFC 13 em 1997. Ainda na faculdade, Ortiz competiu como amador sem prêmios em dinheiro ou contratos. Ele derrotou Wes Albritton em uma luta alternativa por interrupção médica aos 0:31 do primeiro round. Ele foi escolhido para enfrentar Guy Mezger na final dos meio pesados após Enson Inoue não poder continuar devido a uma lesão. Apesar de dominar Mezger no começo, Ortiz perdeu a luta aos 2:00 do primeiro round por uma guilhotina. Após retornar com uma vitória sobre Jeremy Screeton no West Coast NHB Championships 1, Ortiz enfrentou o top rankeado e vencedor do torneio de meio pesados do UFC 12 Jerry Bohlander no UFC 18. Ortiz dominou a luta e venceu por nocaute técnico devido a uma interrupção devido a um corte. Ortiz então vingou sua derrota para Mezger no UFC 19 por nocaute técnico. As piadas de Ortiz após a luta direcionadas a Mezger e isso levou a sua longa rivalidade contra o líder da equipe Ken Shamrock.
Ortiz creditou o ex-Campeão Peso Pesado do UFC Bas Rutten como inspiração durante seus primeiros dias. Ortiz disse; "Eu olhava para Bas Rutten. Bas era meu ídolo. As pessoas tinham medo de lutar com ele, ele era o cara. Eu pensava: É o que eu preciso fazer agora. Se eu treinar duro quanto ele, um dia posso ser tão bom quanto ele e dois anos depois olha eu aqui, eu estou no topo do mundo. Eu tenho que dizer obrigado a ele, (Bas) por me ajudar a me fazer acreditar em sonhos."
Em 1999, Ortiz enfrentou Frank Shamrock pelo que agora é conhecido como Cinturão Meio Pesado do UFC no UFC 22." Apesar de controlar Shamrock pela maior parte da luta, Ortiz acabou perdendo por finalização com golpes. Após a vitória, Shamrock se aposentou e vagou o título. A divisão dos médios foi então oficialmente renomeada Peso Meio Pesado (205 lb) e Ortiz foi escolhido, junto com Wanderlei Silva, como top contender. Ortiz derrotou Silva pelo Cinturão Meio Pesado Vago no UFC 25 por decisão unânime. Ele defendeu o título por cinco vezes nos três anos seguintes, derrotando Yuki Kondo, Evan Tanner, Elvis Sinosic, Vladimir Matyushenko e treinador principal da Lion's Den Ken Shamrock.
No UFC 44, após um ano afastado do esporte, Ortiz enfrentou o novo Campeão Interino Meio Pesado Randy Couture, que havia derrotado Chuck Liddell pelo título interino no UFC 43 em Setembro de 2003. Couture derrotou Ortiz por decisão unânime. A derrota terminou o reinado de quase três anos e meio de Ortiz, que era o maior reinado dos Meio Pesados até Jon Jones ganhar sua sexta luta mantendo o Título dos Meio Pesados em 21 de Setembro de 2013, porém Tito ainda mantém o recorde de tempo de reinado de 1260 dias. Após sua derrota para Couture, Ortiz enfrentou Chuck Liddell no UFC 47, perdendo por nocaute técnico no segundo round. Após seis meses parado, Ortiz retornou e conseguiu uma vitória por decisão unânime sobre o estreante Patrick Côté no UFC 50 e uma decisão dividida sobre Vitor Belfort no UFC 51.
Em fevereiro de 2005, Ortiz passou um tempo fora do UFC e recebeu ofertas de diversas promoção, incluindo Pride Fighting Championships e World Fighting Alliance. Ortiz e o também lutador Fabiano Iha então contratou o banqueiro Stan Medley para fazer uma nova promoção, The Xtreme Fighting Championship, público. Mas nenhum desse esforços vieram a ser concretizados. Ortiz optou por tentar sua sorte no wrestling profissional, assinando com o Total Nonstop Action Wrestling como árbitro convidado.
Em novembro de 2005, o presidente do UFC Dana White anunciou que Ortiz e Ken Shamrock seriam técnicos do The Ultimate Fighter 3, show da Spike TV, que estreou em abril de 2006. A primeira luta de Ortiz em seu retorno aconteceu no UFC 59 em 15 de abril de 2006, contra o vencedor do The Ultimate Fighter 1 Forrest Griffin. Ortiz ganhou por decisão dividida. Sua próxima luta foi contra Hall da Fama do UFC Ken Shamrock no UFC 61 em 8 de julho de 2006, a luta era para concluir a rivalidade principal do The Ultimate Fighter 3. Shamrock perdeu no primeiro round por nocaute técnico. Em 25 de agosto de 2006, na pesagem do UFC 62, Dana White anunciou a revanche entre Ortiz e Shamrock para 10 de outubro de 2006, na Spike TV, como evento principal do Ortiz vs. Shamrock 3: The Final Chapter. Ortiz derrotou Shamrock pela terceira vez nessa luta, que foi interrompida no primeiro round devido a golpes. Em 30 de dezembro de 2006, no UFC 66, a revanche de Ortiz contra Chuck Liddell (pelo Cinturão Meio Pesado do UFC) terminou em uma interrupção do árbitro no terceiro round.
Ele então lutou cotra o então invicto vencedor do The Ultimate Fighter 2 Rashad Evans em 7 de julho de 2007, no UFC 73. Ortiz tomou o controle da luta desde o começo, derrubando Evans e controlando-o. No segundo round Ortiz mais uma vez tomou o controle e quase finalizou Evans antes do fim do round. A luta terminou em um empate após Ortiz ser penalizado por segurar a grade. A última luta do contrato de Ortiz com o UFC foi a derrota por decisão unânime para o então invicto Lyoto Machida no UFC 84 em 24 de maio de 2008. Os três jurados marcaram a luta 30–27 para Machida. Ortiz chegou perto de finalizar Machida no terceiro round com um triângulo antes de fazer a transição para a chave de braço. Porém, Machida conseguiu escapar e sobreviveu o round, vencendo por decisão unânime. A luta concluiu a estadia de Ortiz, como ele preferiu não renovar, citando sua frustração com o presidente do UFC Dana White como principal motivo para a decisão.

### Fora do UFC
Após deixar o UFC, Ortiz foi abordado por diversas promoções, incluindo a agora extinta EliteXC, Affliction e American Fight League. Porém, uma cláusula em seu antigo contrato com o UFC proibiu-o de assinar com ou lutar com outra organização até aproximadamente abril–junho de 2009. Antes de seu retorno no UFC, Ortiz foi considerado o maior lutador agente livre no mercado.
Em 6 de outubro de 2008, Ortiz passou por uma cirurgia nas costas em Las Vegas, Nevada. De acordo com seu site, ele sustentava dores nas costas desde sua luta contra Randy Couture.
Na quarta, 17 de Dezembro de 2008, Affliction Entertainment anunciou que Ortiz poderia fazer parte do time da transmissão do Affliction: Day of Reckoning. Ortiz disse que ele poderia lutar novamente em Agosto de 2009, mas isso não ocorreu.

### Retorno ao UFC
Como parte de sua volta ao UFC, Ortiz começou a treinar com seu instrutor original de jiu-jítsu brasileiro e judô Cleber Luciano (um aluno de Royler Gracie). Ortiz originalmente treinou por breve periodo com Luciano em 1997, quando ele ainda era um estudante da Golden West College.
Em 17 de julho de 2009, ambos Ortiz e Dana White disseram que tinham feito as pazes. Uma semana depois, White anunciou que havia re-assinado com Tito. Ortiz disse que ele retornaria em um contrato de seis lutas que ele e White tinham trabalhado pra isso. White oficialmente anunciou o retorno de Ortiz em uma conferência em 31 de julho de 2009. White mencionou que "todo mundo quer ver Tito lutar" e "Tito vai se aposentar no UFC." Mark Coleman foi nomeado o oponente de Ortiz para seu retorno ao octógono no UFC 106. Porém, Coleman se retirou da luta devido a um rasgo de segundo grau em sua Ligamento colateral medial, e foi substituído por Forrest Griffin.
Devido a uma lesão do Campeão Peso Pesado do UFC Brock Lesnar, a luta de Ortiz com Griffin foi promovida ao evento principal do UFC 106. Griffin venceu a luta por decisão dividida, mostrando sua trocação superior. Enquanto Ortiz foi capaz de garantir as quedas nos primeiro e segundo rounds, Griffin mostrou uma evolução considerável desde a primeira luta e manteve a luta em é durante o terceiro, levando a luta por decisão dividida.
Em 5 de dezembro, foi anunciado que Ortiz poderia ser o técnico do The Ultimate Fighter 11, com o oponente sendo Chuck Liddell. Ele foi colocado para enfrentar Liddell pela terceira vez no fim da temporada e depois se retirou da luta. Em 7 de abril de 2010, o presidente do UFC Dana White disse que Liddell vs. Ortiz 3 seria o evento principal do UFC 115. Porém, em 12 de abril de 2010, o UFC confirmou o que evento principal seria Liddell vs. Rich Franklin.
Ortiz enfrentou Matt Hamill em 23 de outubro de 2010 no UFC 121. Hamill foi a primeira escolha de Ortiz durante a 3ª temporada do Ultimate Fighter. Ortiz perdeu a luta por decisão unânime.
O presidente do UFC, Dana White, insinuou a possível demissão de Tito Ortiz do UFC na entrevista pós-luta após o UFC 121 dizendo que 'Todos nós sabemos quando os caras perdem quatro lutas no UFC'. No entanto, não houve nenhuma confirmação oficial para isso. Em 7 de novembro, em resposta aos fãs no Twitter, Ortiz disse que ele iria lutar novamente no UFC.
Ortiz era esperado para enfrentar Antônio Rogério Nogueira em 26 de março de 2011 no UFC Fight Night 24. O presidente do UFC Dana White disse que ele pensou em cortar Ortiz do UFC após sua derrota para Hamill, mas decidiu dar-lhe uma última chance contra Nogueira. Ortiz sofreu um corte em seu olhou e uma concussão durante os treinos para sua luta com Nogueira e foi forçado a se retirar. Ele foi substituído por Phil Davis.
Ortiz enfrentou Ryan Bader em 2 de julho de 2011 no UFC 132. Sendo o grande azarão valendo sua carreira no UFC (apesar de que nas últimas 5 lutas anteriores, ele ter sido atormentado por lesões), Ortiz derrubou Bader com golpes e finalizou-o com uma guilhotina aos 1:56 do primeiro round, conseguindo sua primeira vitória desde 2006 e salvando sua carreira no UFC. A vitória deu a ele prêmio de Finalização da Noite.
Em uma revanche contra Rashad Evans em 6 de agosto de 2011 no UFC 133, onde ele substituiu o lesionado Phil Davis com meses de antecedência. Ortiz perdeu por nocaute técnico em uma performance dominante, por golpes no corpo no segundo round.
Ortiz enfrentou Antônio Rogério Nogueira em 10 de dezembro de 2011 no UFC 140. Ele perdeu a luta por nocaute técnico no primeiro round. Ele disse após a luta que ele havia sofrido uma lesão no pescoço antes da luta, mas decidiu lutar mesmo assim, porque queria presentear os fãs com a vitória.
Ortiz então disse que ele iria se aposentar após sua próxima luta, que seria a última de seu contrato, que poderia ser contra Forrest Griffin no UFC 148.
Ortiz enfrentou Forrest Griffin pela terceira vez em 7 de julho de 2012 no UFC 148. Ortiz foi colocado no Hall da Fama do UFC antes de sua última luta, que ele perdeu por decisão unânime e ganhou o prêmio de Luta da Noite.

### Bellator MMA
Tito era esperado pra enfrentar o ex-Campeão Meio Pesado do UFC Quinton Jackson no Bellator 106 no dia 2 de novembro de 2013. Porém, Tito lesionou o pescoço e teve que se retirar do combate.
A estreia de Tito no Bellator foi contra o Campeão Peso Médio do Bellator Alexander Shlemenko em 17 de maio de 2014 no Bellator 120, em uma luta de meio pesados. Ortiz surpreendeu e venceu a luta por finalização técnica com um triângulo de braço no primeiro round.
Ele enfrentou o também ex-UFC Stephan Bonnar em 15 de novembro de 2014 no evento principal do Bellator 131 e venceu por decisão dividida.

## Campeonatos e realizações

### Artes Marciais Mistas
- Ultimate Fighting Championship
  - UFC Hall of Fame
  - Cinturão Meio-Pesado do UFC (uma vez)
  - Defendeu o Cinturão Meio Pesado do UFC (cinco vezes)
  - Vice-campeão do torneiro meio-pesado no UFC 13
  - Nocaute da noite (uma vez)
  - Finalização da noite (uma vez)
  - Luta da noite (quatro vezes)
  - Terceiro lutador com mais vitórias na categoria dos meio-pesados (quinze vitórias)
  - Lutador que mais disputou lutas valendo o cinturão na categoria dos meio-pesados (nove)
  - Lutador com mais derrotas em lutas valendo o cinturão na divisão dos meio-pesados (três)

- Wrestling Observer Newsletter
  - Luta do ano (1999) vs. Frank Shamrock 24 de setembro

- Fighting Spirit Magazine
  - Luta do ano (2006) vs. Forrest Griffin 15 de abril

## Cartel no MMA
| Cartel no MMA   |             |             |
| 34 lutas        | 21 vitórias | 12 derrotas |
| Por nocaute     | 10          | 5           |
| Por finalização | 5           | 2           |
| Por decisão     | 6           | 5           |
| Empates         | 1           | 1           |

| Res.    | Cartel  | Oponente                 | Método                                         | Evento                                       | Data       | Round | Tempo | Local                        | Notas                                                |
| ------- | ------- | ------------------------ | ---------------------------------------------- | -------------------------------------------- | ---------- | ----- | ----- | ---------------------------- | ---------------------------------------------------- |
| Vitória | 21-12-1 | Alberto Del Rio          | Finalização (mata-leão)                        | Combate Americas:Tito vs Alberto.            | 07/12/2019 | 1     | 4:24  | Inglewood, Califórnia        |                                                      |
| Vitória | 20-12-1 | Chuck Liddell            | Nocaute (socos)                                | Golden Boy Promotions: Liddell vs. Ortiz III | 24/11/2018 | 1     | 4:24  | Inglewood, Califórnia        | Retornou da aposentadoria.                           |
| Vitória | 19-12-1 | Chael Sonnen             | Finalização (mata-leão)                        | Bellator 170: Ortiz vs. Sonnen               | 21/01/2017 | 1     | 2:03  | Inglewood, Califórnia        | Anunciou a sua aposentadoria.                        |
| Derrota | 18-12-1 | Liam McGeary             | Finalização (triângulo invertido)              | Bellator 142: Dynamite                       | 19/09/2015 | 1     | 4:41  | San Jose, Califórnia         | Pelo Cinturão Meio Pesado do Bellator.               |
| Vitória | 18-11-1 | Stephan Bonnar           | Decisão (dividida)                             | Bellator 131                                 | 15/11/2014 | 3     | 5:00  | San Diego, Califórnia        |                                                      |
| Vitória | 17-11-1 | Alexander Shlemenko      | Finalização Técnica (triângulo de braço)       | Bellator 120                                 | 17/05/2014 | 1     | 2:27  | Southaven, Mississippi       | Retornou da aposentadoria; Estreia no Bellator.      |
| Derrota | 16–11–1 | Forrest Griffin          | Decisão (unânime)                              | UFC 148: Silva vs. Sonnen II                 | 07/07/2012 | 3     | 5:00  | Las Vegas, Nevada            | Luta da Noite; Anunciou a sua aposentadoria.         |
| Derrota | 16-10-1 | Antônio Rogério Nogueira | Nocaute Técnico (socos e cotoveladas no corpo) | UFC 140 Jones vs. Machida                    | 10/12/2011 | 1     | 3:15  | Toronto, Ontário             |                                                      |
| Derrota | 16-9-1  | Rashad Evans             | Nocaute Técnico (joelhada no corpo e socos)    | UFC 133: Evans vs. Ortiz                     | 06/08/2011 | 2     | 4:48  | Filadélfia, Pensilvânia      | Luta da Noite                                        |
| Vitória | 16–8-1  | Ryan Bader               | Finalização (guilhotina)                       | UFC 132: Cruz vs Faber                       | 02/07/2011 | 1     | 1:56  | Las Vegas, Nevada            | Finalização da Noite                                 |
| Derrota | 15–8–1  | Matt Hamill              | Decisão (unânime)                              | UFC 121: Lesnar vs Velasquez                 | 23/10/2010 | 3     | 5:00  | Anaheim, Califórnia          |                                                      |
| Derrota | 15–7–1  | Forrest Griffin          | Decisão (dividida)                             | UFC 106: Ortiz vs Griffin II                 | 21/11/2009 | 3     | 5:00  | Las Vegas, Nevada            |                                                      |
| Derrota | 15–6–1  | Lyoto Machida            | Decisão (unânime)                              | UFC 84: Ill Will                             | 24/05/2008 | 3     | 5:00  | Las Vegas, Nevada            |                                                      |
| Empate  | 15–5-1  | Rashad Evans             | Empate (unânime)                               | UFC 73: Stacked                              | 07/07/2007 | 3     | 5:00  | Sacramento, Califórnia       | Ortiz perdeu um ponto por segurar na grade.          |
| Derrota | 15–5    | Chuck Liddell            | Nocaute Técnico (socos)                        | UFC 66: Liddell vs. Ortiz                    | 30/12/2006 | 3     | 3:59  | Las Vegas, Nevada            | Pelo Cinturão Meio Pesado do UFC                     |
| Vitória | 15–4    | Ken Shamrock             | Nocaute Técnico (socos)                        | Ortiz vs. Shamrock 3: The Final Chapter      | 10/10/2006 | 1     | 2:22  | Hollywood, Flórida           | Nocaute da Noite                                     |
| Vitória | 14–4    | Ken Shamrock             | Nocaute Técnico (cotoveladas)                  | UFC 61: Bitter Rivals                        | 08/07/2006 | 1     | 1:18  | Las Vegas, Nevada            |                                                      |
| Vitória | 13–4    | Forrest Griffin          | Decisão (dividida)                             | UFC 59: Reality Check                        | 15/04/2006 | 3     | 5:00  | Anaheim, Califórnia          | Luta do Ano (2006)                                   |
| Vitória | 12–4    | Vitor Belfort            | Decisão (dividida)                             | UFC 51: Super Saturday                       | 06/02/2005 | 3     | 5:00  | Las Vegas, Nevada            |                                                      |
| Vitória | 11–4    | Patrick Côté             | Decisão (unânime)                              | UFC 50: The War of '04                       | 22/10/2004 | 3     | 5:00  | Atlantic City, Nova Jersey   |                                                      |
| Derrota | 10–4    | Chuck Liddell            | Nocaute Técnico (socos)                        | UFC 47: It's On!                             | 02/04/2004 | 2     | 0:38  | Las Vegas, Nevada            |                                                      |
| Derrota | 10–3    | Randy Couture            | Decisão (unânime)                              | UFC 44: Undisputed                           | 26/09/2003 | 5     | 5:00  | Las Vegas, Nevada            | Perdeu o Cinturão Meio Pesado do UFC                 |
| Vitória | 10–2    | Ken Shamrock             | Nocaute Técnico (interrupção do córner)        | UFC 40: Vendetta                             | 22/11/2002 | 3     | 5:00  | Las Vegas, Nevada            | Defendeu o Cinturão Meio Pesado do UFC               |
| Vitória | 9–2     | Vladimir Matyushenko     | Decisão (unânime)                              | UFC 33: Victory in Vegas                     | 28/09/2001 | 5     | 5:00  | Las Vegas, Nevada            | Defendeu o Cinturão Meio Pesado do UFC               |
| Vitória | 8–2     | Elvis Sinosic            | Nocaute Técnico (socos e cotoveladas)          | UFC 32: Showdown in the Meadowlands          | 29/06/2001 | 1     | 3:32  | East Rutherford, Nova Jersey | Defendeu o Cinturão Meio Pesado do UFC               |
| Vitória | 7–2     | Evan Tanner              | Nocaute (soco)                                 | UFC 30: Battle on the Boardwalk              | 23/02/2001 | 1     | 0:30  | Atlantic City, Nova Jersey   | Defendeu o Cinturão Meio Pesado do UFC               |
| Vitória | 6–2     | Yuki Kondo               | Finalização (estrangulamento)                  | UFC 29: Defense of the Belts                 | 16/12/2000 | 1     | 1:51  | Tóquio                       | Defendeu o Cinturão Meio Pesado do UFC               |
| Vitória | 5–2     | Wanderlei Silva          | Decisão (unânime)                              | UFC 25: Ultimate Japan 3                     | 14/04/2000 | 5     | 5:00  | Tóquio                       | Ganhou o Cinturão Meio Pesado do UFC                 |
| Derrota | 4–2     | Frank Shamrock           | Nocaute Técnico (desistência após socos)       | UFC 22: Only One Can be Champion             | 24/09/1999 | 4     | 4:42  | Lake Charles, Luisiana       | Pelo Cinturão Meio Pesado do UFC; Luta do Ano (1999) |
| Vitória | 4–1     | Guy Mezger               | Nocaute Técnico (socos)                        | UFC 19:Ultimate Young Guns                   | 05/03/1999 | 1     | 9:56  | Bay St. Louis, Mississippi   |                                                      |
| Vitória | 3–1     | Jerry Bohlander          | Nocaute Técnico (corte)                        | UFC 18: Road to the Heavyweight Title        | 08/01/1999 | 1     | 14:31 | Nova Orleães, Luisiana       |                                                      |
| Vitória | 2–1     | Jeremy Screeton          | Nocaute Técnico (desistência após joelhadas)   | West Coast NHB Championships 1               | 08/12/1998 | 1     | 0:16  | Los Angeles, Califórnia      |                                                      |
| Derrota | 1–1     | Guy Mezger               | Finalização (guilhotina)                       | UFC 13: The Ultimate Force                   | 30/05/1997 | 1     | 3:00  | Augusta, Geórgia             |                                                      |
| Vitória | 1–0     | Wes Albritton            | Nocaute Técnico (socos)                        | UFC 13: The Ultimate Force                   | 30/05/1997 | 1     | 0:31  | Augusta, Geórgia             | Estreia no MMA; estreia no UFC                       |